# Interstitial
Interstitial – rodzaj bardzo inwazyjnej reklamy internetowej, która zajmuje całe okno przeglądarki i pojawia się przed załadowaniem właściwej strony WWW. Reklama trwa zazwyczaj od kilku do kilkudziesięciu sekund.